# Kungur Tagh
Il Kungur (o Kongur Tagh; 公格尔山S, Gōnggé'ěrP è la vetta principale del Pamir. Il punto più alto arriva a 7649 m s.l.m.: è la 37ª vetta più alta del mondo.
Si trova all'estremità orientale del Pamir e a quella occidentale del Kunlun: per la sua posizione non è ben chiaro se faccia parte della prima o della seconda catena montuosa. È situato nella regione autonoma cinese dello Xinjiang, pochi chilometri a nord del Muztagh Ata e molto vicino al confine con il Tagikistan. Nei dintorni c'è anche il lago Karakul. Sono presenti alcuni tra i più grandi ghiacciai della zona ed è circondato dal deserto.
È stato scoperto solo nel 1900 e la prima spedizione risale al 1956, ma gli esploratori non riuscirono nel loro intento. Nel 1981 una spedizione britannica riuscì a conquistare la vetta. I protagonisti furono Chris Bonington, Al Rouse, Peter Boardman e Joe Tasker.